# The Joshua Tree Tour 2017
Tournées par U2
Innocence + Experience Tour 
 (2015) Experience + Innocence Tour 
 (2018)
The Joshua Tree Tour 2017 est une tournée mondiale du groupe de rock U2, débutée le 12 mai 2017 à Vancouver (Canada) et terminée le 25 octobre 2017 à São Paulo (Brésil).
Le groupe donne 51 concerts géants en Europe, en Amérique du Nord et du Sud, rassemblant 2,7 millions de spectateurs.

## Informations

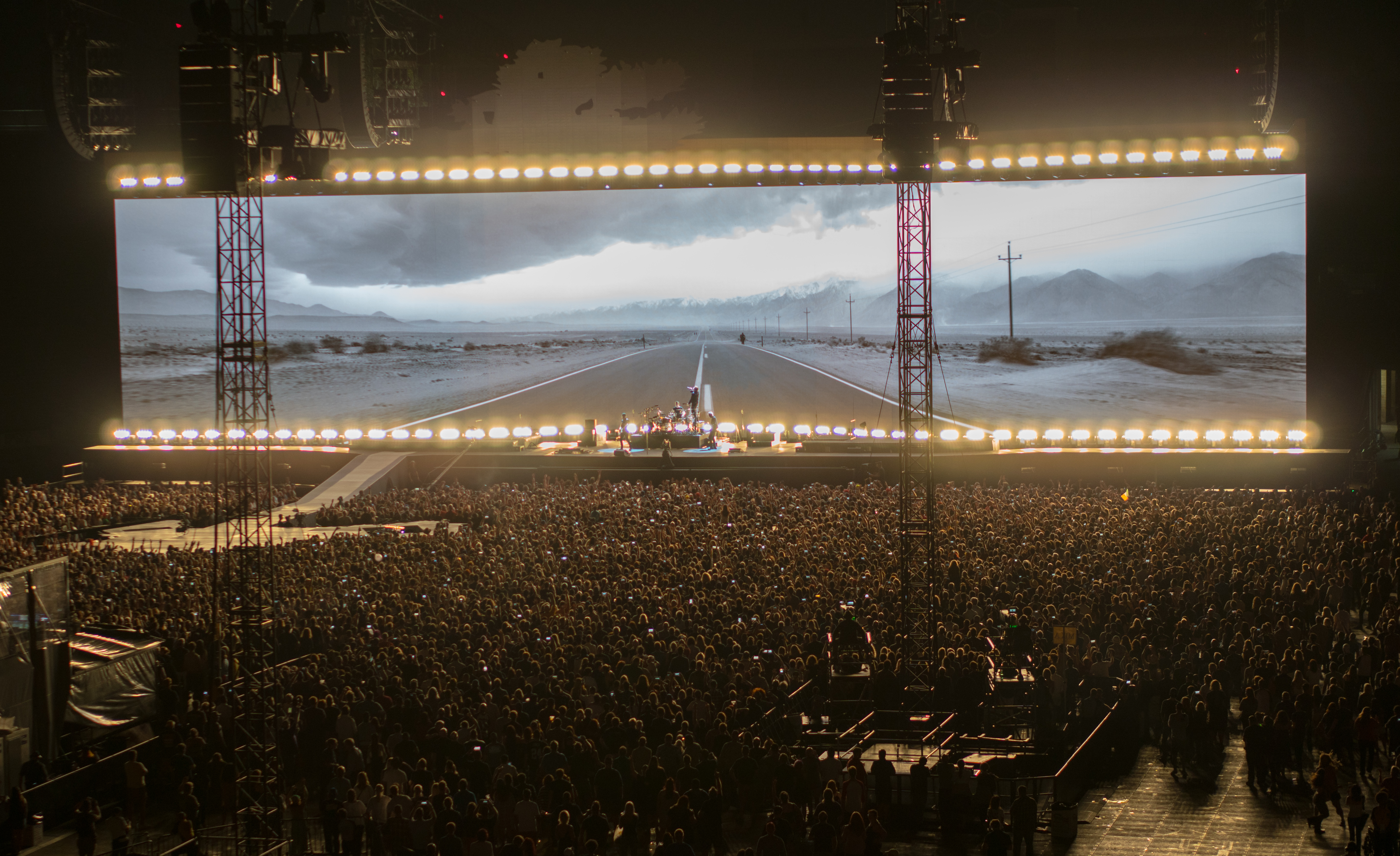
L'écran géant sur la scène au début de Where the Streets Have No Name, montrant une route dans le désert (concert du 21 mai 2017 au Rose Bowl de Pasadena).

Cette tournée mondiale, annoncée le 9 janvier, a pour but de célébrer les 30 ans de l'album The Joshua Tree, sorti en 1987. Pour la première fois, l'album est joué en live en intégralité. Ainsi, le titre Red Hill Mining Town est joué pour la première fois en live.
La tournée se déroule uniquement dans des stades.
Elle est la plus grosse tournée de l'année 2017, avec 2,4 millions de billets vendus dès juillet 2017.
Après les 20 premiers concerts en Amérique du Nord et les 12 en Europe, U2 a rassemblé près de 1,8 million de spectateurs et gagné plus de 208 millions de dollars.
La tournée nécessite 64 camions semi-remorques pour transporter l'ensemble du matériel ainsi que 9 bus pour la centaine de membres de l'équipe.
Sur la scène se trouve un écran vidéo LED mesurant 14 m de hauteur et 61 m de longueur, ce qui en fait l'écran le plus grand de toutes les tournées et celui ayant la plus grande résolution (environ 7,6 K),. Willie Williams, directeur artistique de U2 depuis 1982, déclare à propos de cet écran que grâce à "une courbe délicate" derrière le groupe, les images projetées sont pratiquement en 3D.

## Setlist
| Vancouver le 12 mai 2017 | Paris le 25 juillet 2017 | Paris le 26 juillet 2017 |
| --- | --- | --- |
| A Rainy Night in Soho - Sunday Bloody Sunday - New Year's Day - A Sort Of Homecoming - MLK - Pride (In The Name Of Love) Second Act : The Joshua Tree - Where The Streets Have No Name - I Still Haven't Found What I'm Looking For - With Or Without You - Bullet The Blue Sky - Running To Stand Still - Red Hill Mining Town - In God's Country - Trip Through Your Wires - One Tree Hill - Exit - Mothers Of The Disappeared Encore - Beautiful Day - Elevation - Ultra Violet (Light My Way) - One - Miss Sarajevo - The Little Things That Give You Away | The Whole of the Moon - Sunday Bloody Sunday - New Year's Day - Bad - Pride (In The Name Of Love) Second Act : The Joshua Tree - Where The Streets Have No Name - I Still Haven't Found What I'm Looking For - With Or Without You - Bullet The Blue Sky - Running To Stand Still - Red Hill Mining Town - In God's Country - Trip Through Your Wires - One Tree Hill - Exit - Mothers Of The Disappeared Encore - Miss Sarajevo - Beautiful Day - Elevation - Vertigo - Ultra Violet (Light My Way) - One - The Little Things That Give You Away | The Whole of the Moon - Sunday Bloody Sunday - New Year's Day - A Sort of Homecoming - Pride (In The Name Of Love) Second Act : The Joshua Tree - Where The Streets Have No Name - I Still Haven't Found What I'm Looking For - With Or Without You - Bullet The Blue Sky - Running To Stand Still - Red Hill Mining Town - In God's Country - Trip Through Your Wires - One Tree Hill - Exit - Mothers Of The Disappeared Encore - Miss Sarajevo - Beautiful Day - Elevation - Vertigo - Mysterious Ways - Ultra Violet (Light My Way) - One - I Will Follow |

## Dates et lieux
Tous les concerts ont été joués à guichets fermés.
| Date               | Ville               | Pays        | Lieu                            | Première Partie                    | Affluence | Recettes ($)  |
| ------------------ | ------------------- | ----------- | ------------------------------- | ---------------------------------- | --------- | ------------- |
| Amérique du Nord , |                     |             |                                 |                                    |           |               |
| 12 mai 2017        | Vancouver           | Canada      | BC Place Stadium                | Mumford & Sons                     | 45 436    | 4 321 731     |
| 14 mai 2017        | Seattle             | États-Unis  | CenturyLink Field               | Mumford & Sons                     | 57 009    | 6 249 670     |
| 17 mai 2017        | Santa Clara         | États-Unis  | Levi's Stadium                  | Mumford & Sons                     | 50 072    | 6 268 805     |
| 20 mai 2017        | Los Angeles         | États-Unis  | Rose Bowl                       | The Lumineers                      | 123 164   | 15 784 565    |
| 21 mai 2017        | Los Angeles         | États-Unis  | Rose Bowl                       | The Lumineers                      | 123 164   | 15 784 565    |
| 24 mai 2017        | Houston             | États-Unis  | NRG Stadium                     | The Lumineers                      | 47 669    | 5 889 005     |
| 26 mai 2017        | Dallas              | États-Unis  | AT&T Stadium                    | The Lumineers                      | 49 807    | 6 044 330     |
| 3 juin 2017        | Chicago             | États-Unis  | Soldier Field                   | The Lumineers                      | 105 078   | 13 435 925    |
| 4 juin 2017        | Chicago             | États-Unis  | Soldier Field                   | The Lumineers                      | 105 078   | 13 435 925    |
| 7 juin 2017        | Pittsburgh          | États-Unis  | Heinz Field                     | The Lumineers                      | 41 413    | 4 273 920     |
| 9 juin 2017        | Manchester          | États-Unis  | Bonnaroo Music Festival         | NC                                 | NC        | NC            |
| 11 juin 2017       | Miami               | États-Unis  | Hard Rock Stadium               | OneRepublic                        | 48 494    | 5 923 665     |
| 14 juin 2017       | Tampa               | États-Unis  | Raymond James Stadium           | OneRepublic                        | 52 958    | 6 125 415     |
| 16 juin 2017       | Louisville          | États-Unis  | Papa John's Cardinal Stadium    | OneRepublic                        | 45 491    | 4 810 535     |
| 18 juin 2017       | Philadelphie        | États-Unis  | Lincoln Financial Field         | The Lumineers                      | 56 570    | 6 259 880     |
| 20 juin 2017       | Washington          | États-Unis  | FedEx Field                     | The Lumineers                      | 49 827    | 6 286 385     |
| 23 juin 2017       | Toronto             | Canada      | Centre Rogers                   | The Lumineers                      | 52 704    | 5 059 568     |
| 25 juin 2017       | Boston              | États-Unis  | Gillette Stadium                | The Lumineers                      | 55 231    | 6 881 340     |
| 26 juin 2017       | East Rutherford     | États-Unis  | MetLife Stadium                 | The Lumineers                      | 110 642   | 14 568 805    |
| 29 juin 2017       | East Rutherford     | États-Unis  | MetLife Stadium                 | The Lumineers                      | 110 642   | 14 568 805    |
| 1er juillet 2017   | Cleveland           | États-Unis  | First Energy                    | OneRepublic                        | 51 849    | 5 582 965     |
| Europe ,           |                     |             |                                 |                                    |           |               |
| 8 juillet 2017     | Londres             | Royaume-Uni | Twickenham Stadium              | Noel Gallagher's High Flying Birds | 108 894   | 14 750 646    |
| 9 juillet 2017     | Londres             | Royaume-Uni | Twickenham Stadium              | Noel Gallagher's High Flying Birds | 108 894   | 14 750 646    |
| 12 juillet 2017    | Berlin              | Allemagne   | Olympiastadion Berlin           | Noel Gallagher's High Flying Birds | 71 039    | 7 215 052     |
| 15 juillet 2017    | Rome                | Italie      | Stadio Olimpico di Roma         | Noel Gallagher's High Flying Birds | 117 924   | 12 266 299    |
| 16 juillet 2017    | Rome                | Italie      | Stadio Olimpico di Roma         | Noel Gallagher's High Flying Birds | 117 924   | 12 266 299    |
| 18 juillet 2017    | Barcelone           | Espagne     | Stade olympique Lluís-Companys  | Noel Gallagher's High Flying Birds | 54 551    | 5 930 076     |
| 22 juillet 2017    | Dublin              | Irlande     | Croke Park                      | Noel Gallagher's High Flying Birds | 80 901    | 9 963 957     |
| 25 juillet 2017    | Paris               | France      | Stade de France                 | Noel Gallagher's High Flying Birds | 154 486   | 17 277 631    |
| 26 juillet 2017    | Paris               | France      | Stade de France                 | Noel Gallagher's High Flying Birds | 154 486   | 17 277 631    |
| 29 juillet 2017    | Amsterdam           | Pays-Bas    | Amsterdam Arena                 | Noel Gallagher's High Flying Birds | 104 708   | 11 544 870    |
| 30 juillet 2017    | Amsterdam           | Pays-Bas    | Amsterdam Arena                 | Noel Gallagher's High Flying Birds | 104 708   | 11 544 870    |
| 1er août 2017      | Bruxelles           | Belgique    | Stade Roi Baudoin               | Noel Gallagher's High Flying Birds | 51 951    | 6 000 537     |
| Amérique du Nord   |                     |             |                                 |                                    |           |               |
| 3 septembre 2017   | Détroit             | États-Unis  | Ford Field                      | Beck                               | 42 905    | 4 936 605     |
| 5 septembre 2017   | Buffalo             | États-Unis  | New Era Field                   | Beck                               | 41 106    | 4 269 245     |
| 8 septembre 2017   | Minneapolis         | États-Unis  | U.S. Bank Stadium               | Beck                               | 43 386    | 4 698 100     |
| 10 septembre 2017  | Indianapolis        | États-Unis  | Lucas Oil Stadium               | Beck                               | 51 731    | 5 970 055     |
| 12 septembre 2017  | Kansas City         | États-Unis  | Arrowhead Stadium               | Beck                               | 39 593    | 4 200 160     |
| 14 septembre 2017  | La Nouvelle-Orléans | États-Unis  | Mercedes-Benz Superdome         | Beck                               | 34 536    | 3 873 405     |
| 19 septembre 2017  | Phoenix             | États-Unis  | University of Phoenix Stadium   | Beck                               | 42 814    | 4 169 215     |
| 22 septembre 2017  | San Diego           | États-Unis  | Qualcomm Stadium                | Beck                               | 54 221    | 6 469 130     |
| 3 octobre 2017     | Mexico              | Mexique     | Foro Sol                        | Beck                               | 117 098   | 13 896 378    |
| 4 octobre 2017     | Mexico              | Mexique     | Foro Sol                        | Beck                               | 117 098   | 13 896 378    |
| Amérique du Sud    |                     |             |                                 |                                    |           |               |
| 7 octobre 2017     | Bogota              | Colombie    | Stade Nemesio Camacho El Campín | Noel Gallagher's High Flying Birds | 39 272    | 6 449 019     |
| 10 octobre 2017    | La Plata            | Argentine   | Stade Ciudad de La Plata        | Noel Gallagher's High Flying Birds | 86 466    | 11 078 667    |
| 11 octobre 2017    | La Plata            | Argentine   | Stade Ciudad de La Plata        | Noel Gallagher's High Flying Birds | 86 466    | 11 078 667    |
| 14 octobre 2017    | Santiago            | Chili       | Estadio Nacional de Chile       | Noel Gallagher's High Flying Birds | 53 422    | 6 146 221     |
| 19 octobre 2017    | São Paulo           | Brésil      | Stade Cícero-Pompeu-de-Toledo   | Noel Gallagher's High Flying Birds | 278 718   | 32 119 163    |
| 21 octobre 2017    | São Paulo           | Brésil      | Stade Cícero-Pompeu-de-Toledo   | Noel Gallagher's High Flying Birds | 278 718   | 32 119 163    |
| 22 octobre 2017    | São Paulo           | Brésil      | Stade Cícero-Pompeu-de-Toledo   | Noel Gallagher's High Flying Birds | 278 718   | 32 119 163    |
| 25 octobre 2017    | São Paulo           | Brésil      | Stade Cícero-Pompeu-de-Toledo   | Noel Gallagher's High Flying Birds | 278 718   | 32 119 163    |
| Total              | Total               | Total       | Total                           | Total                              | 2 713 136 | 316 990 940 $ |